# Pave Innocens 11.
Pave Innocens 11. (16. maj 1611 – 12. august 1689) var pave fra år 1676, hvor han blev valgt, frem til sin død i 1689.
| Efterfulgte: Clemens 10. 1670-1676 | Pave 1676-1689 | Efterfulgtes af: Alexander 8. 1689-1691 |

1. ↑  Navnet er anført på engelsk og stammer fra Wikidata hvor navnet endnu ikke findes på dansk.